# Алиев, Иршад Надир оглы
Иршад Надир оглы Алиев (азерб. İrşad Nadir oğlu Əliyev; род. 30 июня 1944, Gürzalılar, Касум-Исмаиловский район) — азербайджанский государственный деятель.

## Биография
Родился 30 июня 1944 года в с. Гюрзалар Геранбойского района. В 1970 году окончил Азербайджанский сельскохозяйственный институт.
Являлся членом КПСС с 1958 года.
В 1974 году окончил с отличием Бакинскую высшую партиную школу.
С 1961 по 1966 год — колхозник. С 1966 по 1970 год работал слесарем районного сельскохозяйственного производственного объединения, механиком колхоза «Oraq-Çəkic».
С 1974 по 1980 год являлся инструктором партийного комитета Шаумяновского района. С 1980 по 1982 год являлся вторым секретарём районного партийного комитета.
С 1982 по 1983 год являлся инспектором отдела организационно-партийной работы центрального комитета Коммунистической партии Азербайджана.
С 1983 по 1985 год являлся первым секретарём Балакенского районного комитета КП Азербайджана, с 1985 по 1991 год — первым секретарём Уджарского районного комитета КП Азербайджана, с 1991 по 1992 год — первым секретарём Геранбойского районного комитета КП Азербайджана.
Являлся депутатом Верховного Совета Азербайджанской ССР 11-го созыва (1985—1990).
Глава Исполнительной власти Геранбойского района (1991 — 6 августа 1992).
В 1992 году являлся советником отдела по работе с территориальными органами управления Администрации президента Азербайджана.
Председатель Государственного комитета по работе с беженцами и вынужденными переселенцами Азербайджана (5 января 1993 — 16 октября 1994).
Министр сельского хозяйства Азербайджана (16 октября 1994 — 23 октября 2004).
Глава Исполнительной власти Бейлаганского района (29 марта 2005 — 10 апреля 2012).
Глава Исполнительной власти Кюрдамирского района (10 апреля 2012 — 16 апреля 2014).
Член партии «Новый Азербайджан».